# Кужутки
Кужу́тки — деревня в Дальнеконстантиновском районе Нижегородской области России. Административный центр Кужутского сельсовета. Население по переписи 2010 года — 720 человек.

## География
Расположены Кужутки в северной части района, в 16 км от райцентра Дальнее Константиново, в междуречье Печети и Пукстери, высота над уровнем моря 99 м. Ближайшие сёла: Зубаниха в 3 км на запад, Александровка в 2 км на юго-восток и Майморы в 2,5 км на северо-восток.
В Кужутках действуют отделение Сбербанка, школа, почтовое отделение. Связана автобусным сообщением с Нижним Новгородом.
Упоминается в «Списках населённых мест Нижегородской губернии» 1863 года в составе Нижегородского уезда Нижегородской губернии. Нанесена на карту почв Нижегородского уезда по отчёту профессора В. В. Докучаева (1887).
Улицы:
- Дачная
- Зелёная
- Луговая
- Молодёжная
- Садовая
- Центральная